# Cladocarpus delicatus
Cladocarpus delicatus is een hydroïdpoliep uit de familie Aglaopheniidae. De poliep komt uit het geslacht Cladocarpus. Cladocarpus delicatus werd in 1990 voor het eerst wetenschappelijk beschreven door Bogle. 